# Autorità territoriali della Nuova Zelanda
Autorità territoriale (in inglese Territorial authority) è la definizione formale del secondo livello di suddivisione amministrativa della Nuova Zelanda (il primo livello è costituito dalle 16 regioni).
Vi sono 74 autorità territoriali: 16 di esse sono città (city councils), 58 sono distretti (district councils) ai quali si aggiunge il distretto delle isole Chatham.
Cinque autorità territoriali (Nelson, Gisborne, Tasman, Marlborough e le isole Chatham) ricoprono anche la funzione di consiglio regionale, sono pertanto chiamate autorità unitarie (unitary authorities).
Le autorità territoriali non sono delle suddivisioni delle regioni, il territorio di alcune di esse è compreso in regioni diverse. Il Distretto di Franklin, ad esempio, è situato nel territorio delle regioni di Auckland e di Waikato.
Tra i compiti delle regioni vi sono l'amministrazione dei trasporti e dell'ambiente, le autorità territoriali si occupano della manutenzione delle strade, dei permessi di costruzione e altre materie locali.

## Autorità territoriali
Isola del Nord 
- Northland
  - Distretto di Far North
  - Distretto di Whangarei
  - Distretto di Kaipara
- Auckland
  - Distretto di Rodney
  - Distretto di Auckland
  - North Shore
  - Waitakere
  - Manukau
  - Distretto di Papakura
  - Distretto di Franklin (parte)
- Waikato
  - Distretto di Thames-Coromandel
  - Distretto di Franklin (parte)
  - Distretto di Hauraki
  - Distretto di Waikato
  - Distretto di Matamata-Piako
  - Hamilton
  - Distretto di Waipa
  - Distretto di South Waikato
  - Distretto di Otorohanga
  - Distretto di Rotorua (parte)
  - Distretto di Waitomo
  - Distretto di Taupo (parte)
- Baia dell'Abbondanza
  - Distretto di Western Bay of Plenty
  - Tauranga
  - Distretto di Opotiki
  - Distretto di Whakatane
  - Distretto di Rotorua (parte)
  - Distretto di Kawerau
- Gisborne
- Baia di Hawke
  - Distretto di Wairoa
  - Distretto di Taupo (parte)
  - Distretto di Hastings
  - Napier
  - Distretto di Central Hawke's Bay
  - Distretto del Rangitikei (parte)
- Taranaki
  - Distretto di New Plymouth
  - Distretto di Stratford (parte)
  - Distretto di South Taranaki
- Manawatu-Wanganui
  - Distretto del Ruapehu
  - Distretto di Stratford (parte)
  - Distretto del Rangitikei (parte)
  - Distretto di Whanganui
  - Distretto di Manawatu
  - Palmerston North
  - Distretto di Tararua
  - Distretto di Horowhenua
- Wellington
  - Distretto di Masterton
  - Distretto di Kapiti Coast
  - Distretto di Carterton
  - Distretto di South Wairarapa
  - Upper Hutt
  - Porirua
  - Lower Hutt
  - Wellington

 Isola del Sud 
- Tasman
- Nelson
- Marlborough
- West Coast
  - Distretto di Buller
  - Distretto di Grey
  - Distretto di Westland
- Canterbury
  - Distretto di Kaikoura
  - Distretto di Hurunui
  - Distretto di Selwyn
  - Distretto del Waimakariri
  - Christchurch
  - Distretto di Ashburton
  - Distretto di Mackenzie
  - Distretto di Timaru
  - Distretto del Waitaki (parte)
  - Distretto di Waimate
- Otago
  - Distretto di Queenstown
  - Distretto di Central Otago
  - Distretto del Waitaki (parte)
  - Dunedin
  - Distretto di Clutha
- Southland
  - Distretto di Southland (parte)
  - Distretto di Gore
  - Invercargill

 Isola Stewart 
- Southland
  - Distretto di Southland (parte)

 Isole Chatham 
- Distretto delle Isole Chatham

 Altre isole 
Ci sono 8 isole in cui il "Ministro delle autorità locali" funge da autorità territoriale; tre di queste isole possiedono una 'popolazione significativa e/o edifici e strutture permanenti', e precisamente:
- Mayor Island
- Motiti Island
- White Island

## Le riforme del 1989
Fino alla riforma delle autorità locali del 1989, qualunque distretto elettorale con più di 20 000 abitanti poteva essere proclamato città. I confini di questi distretti seguivano perlopiù i limiti delle aree edificate, così non esisteva praticamente distinzione fra l'area urbana e l'autorità locale vera e propria.
Tutto ciò cambiò nel 1989, quando una profonda riforma del governo riorganizzò le circa 700 autorità locali esistenti per creare le odierne 86: 12 regioni, 70 autorità territoriali e 4 autorità unitarie (cioè che sono contemporaneamente regioni e autorità territoriali).
In genere i nuovi distretti (o autorità territoriali) sono decisamente più grandi di quanto non fossero precedentemente e coprono sia l'area urbana che quella rurale nei dintorni di una città. Molti luoghi che avevano un consiglio municipale ora sono amministrati da un consiglio distrettuale. Una diretta conseguenza è il fatto che il termine inglese "city" cominciò ad avere due significati distinti.
La parola city cominciò ad essere usata in modo meno formale per descrivere una grande area urbana, indipendentemente dai confini tra le varie località che la compongono (l'area urbana di Auckland, per esempio, è formata dalla città di Auckland e dalle città di North Shore, Waitakere e Manukau).